# Otto Hans Ressler

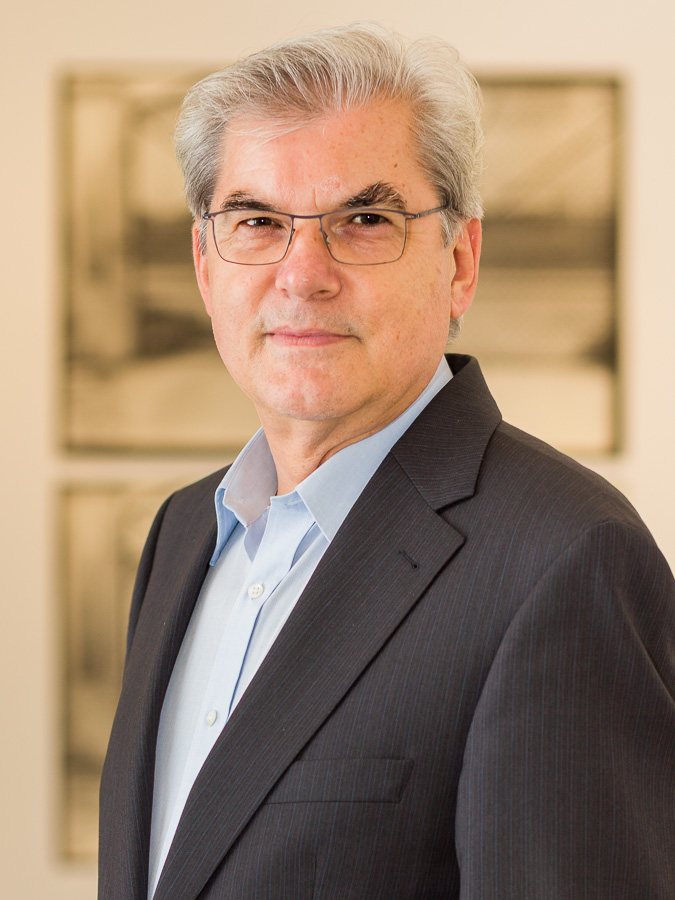
Otto Hans Ressler, aufgenommen 2014 in der Galerie OstLicht in Wien.

Otto Hans Ressler (* 12. November 1948 in Knittelfeld, Steiermark) ist ein österreichischer Schriftsteller, Kunstexperte und Auktionator.

## Leben
Otto Hans Ressler wurde 1948 in Knittelfeld geboren und ist der Vater des Künstlers Oliver Ressler.
Nach seiner ursprünglichen beruflichen Laufbahn als Abteilungs- und Bereichsleiter der Sparkasse der Stadt Knittelfeld übernahm Ressler im Jahr 1978 die Leitung des Dorotheums in Graz, und 1986 die Leitung der Kunstabteilung des Wiener Dorotheums.
1993 gründete er zusammen mit den Kunsthändlern Herbert Giese, Harald Schweiger, Kristian Scheed, Michael Kovacek und dem Rechtsanwalt Ernst Ploil „Die Wiener Kunstauktionen Ges.m.b.H.“ im Kärntnerringhof in der Wiener Innenstadt. 1999 übersiedelte das Auktionshaus in das Wiener Innenstadtpalais Kinsky, und wurde der neuen Örtlichkeit passend umbenannt in „Auktionshaus im Kinsky GmbH“.
Seit 1995 ist Ressler allgemein beeideter und gerichtlich zertifizierter Sachverständiger für Kunst.
Entgegen dem ursprünglichen Plan, im Jahr 2015 in Pension zu gehen, um sich gänzlich dem Schreiben zu widmen, gründete Ressler gemeinsam mit Peter Coeln, dem Chef von WestLicht und OstLicht, sowie dem Finanzberater Markus Schmut und dem Immobilienentwickler Valentin Basilides das Auktionshaus „RESSLER KUNST AUKTIONEN GMBH“. Das neue Auktionshaus ist spezialisiert auf zeitgenössische Kunst vorwiegend österreichischer Provenienz, und führt regulär zwei Auktionen pro Jahr durch. Es befindet sich in den Räumlichkeiten der Galerie OstLicht, auf dem Gelände der ehemaligen Anker Brotfabrik (Wien).
Resslers Tätigkeit als Auktionator beschränkt sich nicht nur auf das eigene Auktionshaus, sondern umfasst auch viele weitere Auktionen im Kunstbereich, oftmals ehrenamtlich, wie z. B. bei den Kunstauktionen des Bruno-Kreisky-Preises für Verdienste um die Menschenrechte.

## Auszeichnungen
- 1995 Zuerkennung des 1. Walter-Nettig-Preises als erfolgreichstes junges Unternehmen Wiens
- 1997 Zuerkennung des  1. Top-Gewinn Preises als erfolgreiches junges Unternehmen Österreichs
- 2015 Award Kunstmediator des Jahres 2015[3]

## Werke
- Das Spiel (Erzählungen), Europäischer Verlag, Wien 1976
- Serenade für ein verlorenes Wort (Erzählungen), Verlag Blaeschke, Klagenfurt 1980
- Beschädigte Bilder (Anthologie), Europa Verlag, Wien 1985
- Bildschöne Gewinne, Ueberreuter, Wien 1991
- Grenzgänge (3 Erzählungen), edition umbruch, Wien 1993
- Symphonie erotique (Anthologie), Verlag Va Bene, Wien 1995
- Zeitenlos (Novelle), Verlag Va Bene, Wien 1996
- Der Markt der Kunst, Böhlau Verlag, Wien 2001, ISBN 978-3-20599-389-6
- Die Preise der Kunst, Böhlau Verlag, Wien 2004, ISBN 978-3-20577-285-9
- Der Wert der Kunst, Böhlau Verlag, Wien 2007, ISBN 978-3-20577-669-7
- Das Mädchen mit dem Hut, Böhlau Verlag, Wien 2010, ISBN 978-3-20578-508-8
- Die Gerechtigkeit der Hölle, Edition Va Bene, Wien 2013, ISBN 978-3-85167-274-9
- Die Irreführung. Über das Trügerische der Kunst. Edition Va Bene, Wien 2014, ISBN 978-3-85167-277-0
- Zuflucht. Ein Flüchtlingsdrama. Edition Va Bene, Wien 2014, ISBN 978-3-85167-286-2
- Der Mikl, Edition Va Bene, Wien 2015, ISBN 978-3-85167-287-9
- Leherb, Edition Va Bene, Wien 2016, ISBN 978-3-85167-295-4
- Soshana, Edition Va Bene, Wien 2016, ISBN 978-3-85167-302-9
- Die Verleumdung, Edition Splitter, Wien 2019, ISBN 978-3-95044-043-0
- Dort endet unsere Kunst, Edition Splitter, Wien 2021, ISBN 978-3-9504404-5-4
- Kardinal und Hure, Edition Splitter, Wien 2022, ISBN 978-3-9504404-7-8
- Heiße Tage auf Teneriffa, Verlag für moderne Kunst, Wien 2022, ISBN 978-3-9034397-4-0
- Und endlich wird es still, Edition Splitter, Wien 2024, ISBN 978-3-9519763-0-3